# Palacio de Possenhofen
El Palacio de Possenhofen (en alemán: Schloß Possenhofen) se encuentra en la localidad de Possenhofen, en la orilla oeste del lago de Starnberg, en Baviera (Alemania).
Está ubicado a aprox. 33 km de Múnich y 230 km de Bad Ischl, Austria.
El palacio fue construido en 1536 por Jakob Rosenbusch, siendo destruido durante la Guerra de los Treinta Años, reconstruyéndose posteriormente. Pasó de mano en mano, hasta que, en 1834, fue comprado por Maximiliano, duque de Baviera, padre de la emperatriz austrohúngara Isabel de Baviera. De este modo, el palacio es famoso hoy día como el hogar en la infancia de Sissi —de 1837 a 1854, año de su casamiento con Francisco José I de Austria—, así como el lugar de retiro favorito de dicha familia.
El palacio fue abandonado en 1920, habiendo tenido diversas funciones —orfanato, hospital, hasta tienda de reparación de motocicletas—, hasta que fue restaurado en la década de 1980. Ahora el público puede disfrutar del parque y del lago que antaño gozaba la familia ducal y la familia imperial. Aquí es posible a su vez visitar el Museo de la emperatriz Isabel de Wittelsbach. La dirección es Karl-Theodor-Straße 14, Possenhofen.
Al noroeste del palacio de Possenhofen, paralelo a la orilla del lago, hay un calvario que se construyó hacia el final de la Guerra de los Treinta Años después de una epidemia de peste entre 1646 y 1648. Este lugar de culto forma un conjunto con el palacio de Possenhofen y su parque. El grupo de la crucifixión y la estatua de una María dolorosa provienen del escultor de la corte de formación italiana Balthasar Ableithner y están hechos de roble. Durante siglos, el Calvario con su grupo de crucifixión artísticamente excepcional fue visible desde lejos y dio forma al paisaje. Ofrecía una amplia vista sobre el lago de Starnberg hasta la cadena alpina, que fue elogiada. Este camino está cubierto actualmente por vegetación salvaje.
Se puede llegar por una cresta a otro grupo de figuras con Jesús en el Monte de los Olivos y un ángel. Actualmente, el Calvario de Possenhofen, al igual que el área recreativa de Paradies (antiguo parque del palacio de Possenhofen), es propiedad de Múnich y tiene hoy un camino estrecho que serpentea en las estaciones del Calvario hasta el grupo de la Crucifixión, originalmente una amplia escalera en terrazas que proporcionaba acceso. La pareja de electores bávaros Fernando Maria y Henriette Adelaide de Savoya fueron quienes diseñaron los alrededores inmediatos con la adquisición del palacio de Possenhofen. Los modelos para el extenso diseño barroco del Calvario de Possenhofen se encuentran en el Sacri Monti de Italia, especialmente el Sacro Monte di Oropa, que la electora Henriette Adelaide había visitado junto con su familia en su juventud.
Los trabajos de renovación en el Monte del Calvario se llevaron a cabo en 1832 y 1938. En 1936, se encargó a Johannes Matthäus Koelz la creación de un Vía Crucis con doce estaciones, que se instalaron en octubre de 1937. Las estaciones de la Pasión están representadas en paneles de cobre en un estilo expresionista. Las obras de arte fueron donadas por doce familias establecidas desde hace mucho tiempo en Possenhofen. En 2017, las esculturas barrocas de madera en el Calvario de Possenhofen fueron restauradas y recibieron nuevos techos. La gruta artificial, en la que originalmente se había instalado el grupo de figuras con Cristo en el monte de los Olivos, fue demolida sin reemplazo.